# 一个人的武林
《一个人的武林》（英語：Kung Fu Jungle），香港3D警匪功夫动作片，导演陈德森，主演甄子丹、王宝强、杨采妮、白冰。2014年10月30日上映。获得第34届香港电影金像奖最佳动作设计奖。

## 剧情大綱
封號「南拳王」的洪拳武術家暴斃於隧道中的私家車上，屍身並沒刀傷或槍傷痕跡，初步鑑定死於重拳，重案組總督察陸玄心（楊采妮飾）專責調查，對死因感到不解，此時卻收到監獄傳來消息，犯了誤殺罪的服刑犯人夏侯武（甄子丹飾），主動表示願意協助警方調查，條件是立刻假釋出獄。
從一個武林口訣：「先拳后腿次擒拿，再用兵器，由外而内，天人合一」，夏侯武斷言兇手行兇目的並非尋仇，且會繼續犯案。果然，號稱「北腿王」、「擒拿王」及「兵器王」的武術界精英相繼遇害，均死於各自成名的武功之下。得到夏侯武提供線索，陸玄心終於發現兇手封于修（王寶強飾）藏身大澳，這時夏侯武卻違反假釋令突然失蹤。一件件震驚武林的殘忍命案，究竟隱藏著怎樣的陰謀？步步殺招的背後，夏侯武到底是敵是友？掀起血雨腥風的幕後真兇是夏侯武還是另有其人？
兩個武藝超凡的殺人犯同時在逃，他們是敵是友？兩雄相遇，一場巔峰對決勢所難免。

## 演出
| 演员   | 角色   | 备注 |
| 甄子丹 | 夏侯武 | 佛山「合一门」掌门兼香港警隊特聘國術教官，武功堪稱舉國第一；因比武誤殺對手而自首入獄，與封于修以書信交流武術，在獄中自荐为陸玄心破案，條件是立刻假釋出獄。 本片最後部份封修與夏侯武於公路在龐大車流中大戰，二人打至重傷，夏侯武更倒地不起被封修拖行，後來警方到達現場，最終封于修被陸玄心連開數槍擊斃，而夏侯武則送往醫院。片尾講述夏侯武出獄後回到佛山與單英育有一子                                         |
| 王寶强 | 封于修   | 本名翁海生，身怀绝技欲与天下功夫高手逐一争霸的武痴，每殺一人便會留下堂前燕。其妻沈雪患了末期癌症，曾與妻子於萃葵里租屋而居，封于修殺死其妻後將妻子骨灰放置於大澳外婆家，其口頭禪為「既分高下，也決生死」 本片最後部份封修與夏侯武於公路在龐大車流中大戰，二人打至重傷，夏侯武更倒地不起被封修拖行，後來警方到達現場，陸玄心喝令封于修舉高雙手投降，但封于修不僅拒絕甚至飛撲向陸玄心欲殺她，最終被陸玄心開槍擊斃 |
| 楊采妮 | 陸玄心 | 香港警隊重案组總督察，後升任為警司 因同意單英加入辦案而導致她被封修打成重傷 |
| 白冰   | 單英   | 夏侯武的师妹及女朋友，其父親為「合一門」前掌門人，曾被封于修打成重傷，片尾嫁給夏侯武並育有一子 |
| 方中信 | 林碩全 | 重案組警司，陸玄心上司 |
| 釋延能 | 譚敬堯 | 「北腿王」，在香港藝術館舉行美展，封修所殺第二人 |
| 喻亢   | 王哲   | 「擒拿王」，香港旺角紋身館負責人，封修所殺第三人 |
| 樊少皇 | 洪葉   | 「兵器王」，為電影武行，陳伯光大弟子，封修所殺第四人 |
| 姜大衛 | 陳伯光 | 前任「兵器王」，曾以一根齊眉棍打贏眾多西瓜刀，後因受傷而在上環經營「陳記小炒」 |
| 陳德森 | 譚富榮 | 尖沙咀重案組 |
| 劉偉強 | 陳樹德 | 尖沙咀重案組 |
| 金培達 |        | 警司 |
| 鄭保瑞 |        | 監獄長官 |
| 徐小明 | 杜福明 | 武術高手，精通古董來歷 |
| 袁祥仁 | 雷清遠 | 武術高手 |
| 鄒文懷 |        | 大排檔長者 |
| 張同祖 |        | 導演 |
| 林迪安 |        | 驗屍官 |
| 吳浩康 | 大禹   | 警員 |
| 郭子健 |        | 陳警司 |
| 元彬   | 邵鶴年 | 「內功王」，護體氣硬功厲害無比，貨車司機 |

## 製作
该片在香港和广东省佛山市取景；该片总投资2亿元港币。
该片向经典的香港動作片致敬。
動作指導，由元彬、董瑋、嚴華及甄子丹等人擔任，並同獲2014年金馬獎最佳動作設計獎項提名。

## 评价
本片依次上阵演绎出的拳法、腿法、擒拿、兵器、内家功夫和公路上的决战等各种功夫动作场面，以及拥有一身惊世武功、与天下群雄争锋、凶狠霸道的王宝强颠覆性的演出获得许多观众的好评。
影评人“文白”批评文三武七的剧本结构，认为该表达的主旨只是一笔带过，为了“甄功夫”而牺牲了一部电影。
搜狐影评：“有甄子丹、元彬、董玮三大动作指导联袂出击，片中的7场动作戏，从拳到腿，再到擒拿、兵器、内家功夫，紧张感十足，也各有特点。最后一场的公路大战，甄子丹与王宝强在穿梭车流中，打出了一场划时代的动作戏。动作戏，尤其是以身体对抗为主的功夫，花样几乎已被穷尽，要设计出点新意，难度如登蜀道。《一个人的武林》中，前6场是行货性质的精彩，而公路大战一场，值得他们自豪、我们喝彩。拿出这般贡品，向功夫动作片致敬，没有辱没那个闪亮的黄金时代，以及那些闪亮的名字。”
《聯合報》記者王雅蘭女士指出，功夫片永遠是華人最愛，不管是古裝武俠、民初英雄或現代動作片。......曾有人罵甄子丹「戲霸」，看完《一個人的武林》驚心動魄的武打動作，真心覺得用正面看「戲霸」這詞，和「宇宙最強」一樣都是讚美，如果不是要求完美和求好心切，有那種不瘋魔不成活的痴迷，誰能像甄子丹那樣隨著功夫電影浮浮沉沉幾十年仍充滿鬥志？說他是當今功夫片霸主也不為過。
《Am730》影評人賴勇衡表示，《一個人的武林》有兩大特徵，一是「格格不入」，二是危機感。

## 票房
中国大陆首周三天收4900万人民币列第四位，次周收5400万列第二位，最终累计1.16亿。
香港首周四天收433万港币居亚军，次周收352万蝉联亚军，最终累计940万。台北首周末收286万新台币列第四位，次周末收88万列第八位。
11月6日，新加坡首周末賣座冠軍。

## 奖项
| 頒獎典禮                   | 獎項         | 名字                     | 結果 |
| -------------------------- | ------------ | ------------------------ | ---- |
| 第51屆金馬獎               | 最佳动作设计 | 甄子丹、董瑋、元彬、嚴華 | 提名 |
| 第21屆香港電影評論學會大獎 | 推薦電影之一 | 一個人的武林             | 獲獎 |
| 第21屆香港電影評論學會大獎 | 最佳電影     | 一個人的武林             | 提名 |
| 第34屆香港電影金像獎       | 最佳男配角   | 王寶強                   | 提名 |
| 第34屆香港電影金像獎       | 最佳音響效果 | 曾景祥、李耀強           | 提名 |
| 第34屆香港電影金像獎       | 最佳視覺效果 | 伊諾                     | 提名 |
| 第34屆香港電影金像獎       | 最佳动作设计 | 甄子丹、董瑋、元彬、嚴華 | 獲獎 |